# Kuchi-no-shima
Kuchi-no-shima (jap. 口之島) – wyspa wulkaniczna w Japonii, w północnej części archipelagu Tokara (Tokara-rettō), będącego częścią archipelagu Nansei (Nansei-shotō), należy administracyjnie do prefektury Kagoshima.
Najwyższym wzniesieniem jest wulkan Mae, o wysokości 628 m n.p.m.
Jedyną osadą na wyspie jest Toshima, administracyjnie „najdłuższa wioska Japonii”, rozciąga się bowiem na długości 160 km. Składa się z łańcucha dwunastu wysp archipelagu Tokara. Z siedmiu zamieszkałych wysp, od północy do południa: Kuchi-no-shima, Naka-no-shima, Suwanose-jima, Taira-jima, Akuseki-jima, Kodakara-jima i Takara-jima) i pięciu niezamieszkanych wysp: Gaja-jima, Kogaja-jima, Ko-jima, Kaminone-jima i Yokoate-jima. 